# 1925
1925(천구백이십오)는 1924보다 크고 1926보다 작은 자연수다.

## 수학
- 합성수로, 그 약수는 총 12개다. (1, 5, 7, 11, 25, 35, 55, 77, 175, 275, 385, 1925)
  - 1925의 진약수의 합은 1051이므로, 1925는 부족수다.
- 14번째 육각뿔수다. 앞의 육각뿔수는 1547, 다음은 2360이다.
- {\displaystyle 1925=20^{2}+25^{2}+30^{2}}
  - 연속하는 세 개의 {\displaystyle 5n}({\displaystyle n}은 자연수)의 제곱합으로 나타낼 수 있으며, 이 성질을 지닌 앞의 수는 1250, 다음 수는 2750이다.
- {\displaystyle 1925=5^{3}+6^{3}+7^{3}+8^{3}+9^{3}}
  - 연속하는 자연수 5개의 세제곱합으로 나타낼 수 있으며, 이 성질을 지닌 앞의 수는 1260, 다음 수는 2800이다.
- {\displaystyle 76^{2}-1}은 1925로 나누어떨어진다.

## 과학
- NGC 1925: 황새치자리 방향에 있는 성협.

## 군사
- MBT 1925(영어판): 이탈리아 왕국에서 생산된 볼트액션 소총.

## 문화유산
- 대한민국의 보물 제1925호: 금강산 출토 이성계 발원 사리장엄구 일괄

## 작품
- 〈1925(일본어판)〉: 2009년 10월 5일 니코니코 동화에 투고된 보컬로이드 오리지널 곡.

## 기타
- 연도: 1925년, 기원전 1925년

## 같이 보기
- 1000